# Вільясеко-де-лос-Реєс
Вільясеко-де-лос-Реєс (ісп. Villaseco de los Reyes) — муніципалітет в Іспанії, у складі автономної спільноти Кастилія-і-Леон, у провінції Саламанка. Населення — 405 осіб (2010).
Муніципалітет розташований на відстані близько 220 км на захід від Мадрида, 47 км на північний захід від Саламанки.
На території муніципалітету розташовані такі населені пункти: (дані про населення за 2010 рік)
- Бергансіано: 27 осіб
- Кампо-де-Ледесма: 67 осіб
- Хехо-де-лос-Реєс: 48 осіб
- Вільясеко-де-лос-Реєс: 263 особи

## Демографія
Динаміка населення (INE ):

## Зовнішні посилання
- Провінційна рада Саламанки: індекс муніципалітетів [Архівовано 23 квітня 2009 у Wayback Machine.]
- Посилання на Google Maps